# Comedown Machine
Comedown Machine é o quinto álbum de estúdio da banda americana de indie rock The Strokes. Foi lançado em 26 de março de 2013. Este também foi o último disco do grupo lançado pela gravadora RCA Records, já que a banda assinou um contrato com a gravadora em 2001 para gravar 5 álbuns.

## Faixas
Todas as faixas composta por The Strokes.
| N.º            | Título                        | Duração |  |
| 1.             | "Tap Out"                     | 3:42    |  |
| 2.             | "All the Time"                | 3:01    |  |
| 3.             | "One Way Trigger"             | 4:02    |  |
| 4.             | "Welcome to Japan"            | 3:50    |  |
| 5.             | "80's Comedown Machine"       | 4:58    |  |
| 6.             | "50/50"                       | 2:43    |  |
| 7.             | "Slow Animals"                | 4:20    |  |
| 8.             | "Partners in Crime"           | 3:21    |  |
| 9.             | "Chances"                     | 3:36    |  |
| 10.            | "Happy Ending"                | 2:52    |  |
| 11.            | "Call it Fate, Call it Karma" | 3:24    |  |
| Duração total: | Duração total:                | 39:55   |  |

## Recepção

### Crítica
| Críticas profissionais | Críticas profissionais |
| Pontuações agregadas   | Pontuações agregadas   |
| Fonte                  | Avaliação              |
| ---------------------- | ---------------------- |
| Metacritic             | 68                     |
| Avaliações da crítica  |                        |
| Fonte                  | Avaliação              |
| The Arts Desk          | [ 9 ]                  |
| Clash Magazine         | [ 10 ]                 |
| The Phoenix            | [ 11 ]                 |
| Rolling Stone          | [ 12 ]                 |
| HTF Magazine           | [ 13 ]                 |
| Q Magazine             | [ 14 ]                 |
| Digital Spy            | [ 15 ]                 |
| Drowned in Sound       | [ 16 ]                 |
| Entertainment Weekly   | C-                     |

A resposta da mídia a Comedown Machine foi, em geral, favorável. "Se você está no vórtex ou não do Is This It, isso é o The Strokes e eles fizeram o álbum mais provocativo, estranho e sexy que já fizeram", disse Kieran Mayall da revista Clash. James Skinner, da BBC, elogiou o disco e disse que ele contém "brilhantes canções de pop".

## Paradas musicais
| Paradas (2013)                      | Melhor posição |
| ----------------------------------- | -------------- |
| Austrália (ARIA Charts)             | 7              |
| Bélgica (Ultratop 50)               | 31             |
| Bélgica (Ultratop 40)               | 51             |
| Finlândia (Suomen virallinen lista) | 48             |
| Irlanda (IRMA)                      | 9              |
| Nova Zelândia (RIANZ)               | 18             |
| Países Baixos (MegaCharts)          | 42             |
| Suíça (Schweizer Hitparade)         | 16             |
| Reino Unido (UK Albums Chart)       | 10             |
| Estados Unidos (Billboard 200)      | 10             |